# 南部中心
南部中心（英語：South Central），也稱迦密山（Mount Carmel），美國田納西州華盛頓縣西南部一個非建制地區，其海拔約為445米（1460英尺）。當地位於圖斯庫盧姆（Tusculum）市東南方和瓊斯堡鎮南部（Jonesborough），並鄰近107號田納西州州道（Tennessee State Route 107）以及353號田納西州州道（Tennessee State Route 353）。南部中心本身並沒有任何郵政局與專屬的美國郵遞區號，因此當地借用附近查基（Chuckey）的37641作為其郵政編碼。